# Hypocnemis subflava
A Hypocnemis subflava a madarak osztályának verébalakúak (Passeriformes) rendjébe és a hangyászmadárfélék (Thamnophilidae) családjába tartozó faj.

## Rendszerezése
A fajt Jean Cabanis német ornitológus írta le 1783-ban.

## Alfajai
- Hypocnemis subflava collinsi Cherrie, 1916
- Hypocnemis subflava subflava Cabanis, 1873[2]

## Előfordulása
Dél-Amerika nyugati részen, Bolívia, Brazília és Peru területén honos. Természetes élőhelyei a szubtrópusi vagy trópusi síkvidéki esőerdők, lombhullató erdők, folyók és patakok környéke. Állandó, nem vonuló faj.

## Megjelenése
Testhossza 12 centiméter, testtömege 14 gramm.

## Életmódja
Rovarokkal és pókokkal táplálkozik.

## Természetvédelmi helyzete
Az elterjedési területe elég nagy, egyedszáma pedig növekszik. A Természetvédelmi Világszövetség Vörös listáján nem fenyegetett fajként szerepel.